# Папірня (Коростенський район)
Папі́рня — село в Україні, в Коростенському районі Житомирської області. Входить до складу Овруцької міської громади. Населення становить 112 осіб.

## Географія
На північно-східній околиці села річка Мощаниця впадає у Норинь.

## Історія
Село Папірня лежить над річкою Норинню поблизу Овруча. У XVIII столітті тут існувала папірня — фабрика з виробництва паперу. Дату заснування та ліквідації папірні дослідникам історії паперу встановити не вдалося. За розповідями старожилів, вона існувала в кінці XVIII — першій половині XIX століття, але під час скасування панщини папірні вже не було. Під час польових досліджень в селі вдалося знайти мікротопонім Рудня або Папірня. Немає сумніву, що село утворилося біля папірні і від неї одержало свою назву. Ще порівняно недавно (в середині XIX століття) в селі була рудня, яка, мабуть, залишилася на місці колишньої папірні.
Проте, в актових записах, що стосуються обліку єврейського населення в Київському воєводстві, знаходяться перші, більш точні письмові дані, про село Папірню Овруцького повіту. Дійсно, згідно Перепису євреїв в Овруцькому повіті Київського воєводства, проведеного в квітні 1765 року вперше письмово згадуються Рудня і Папірня («Rudnia, papiernia»), які належали до кагалу Норинського, і там проживало 7 євреїв (głow żydowskich). А по перепису євреїв в Київському і Житомирському повітах Київського воєводства від 1 травня 1778 року, у Папірні фіксується 5 євреїв (głow żydowskich). Люстрація євреїв в Житомирському і Овруцькому повітах Київського воєводства в 1784 році також згадує Папірню в складі парафії кагалу Норинського, де проживало на той час лише 2 євреї.